# Roma, Gotland
Roma är en tätort i Gotlands kommun i Gotlands län, belägen på öns mellersta del. Tätorten ligger på gränsen mellan två socknar, med halva tätorten i Roma socken och andra halvan i Björke socken.
Norr om Roma ligger Roma kungsgård och Roma klosterruin.
Postorten till Roma är "Romakloster". Romakloster är också det namn Statistiska centralbyrån gett tätorten.

## Historia
Klostret uppfördes av munkar tillhörande cisterciensorden 1164. Namnet Roma har dock ingen koppling till Rom i Italien utan härleds ur ordet rum som i samlingsplats. Detta anses i sin tur vara kopplat till platsens centrala betydelse som samlingsplats för Gotlands högsta politiska och juridiska instans, Gutnaltinget. Klostret blev efter reformationen kronomark, en kungsgård.
Klostret och kungsgården Roma låg dock före 2015 inte i tätorten. Denna har i stället sitt ursprung i järnvägsstationen som invigdes 10 september 1878. Den betjänade till en början i stort sett bara kungsgården och de kringliggande bondgårdarna. Tillkomsten av Roma sockerbruk som anlades på utägor tillhöriga kungsgården 1894 innebar dock ett uppsving för järnvägen i kombination med utbyggnader av järnvägsnätet. I byn Hammaren uppstod bebyggelse i anslutning till järnvägens sträckning och i byn Vallgärdet uppfördes strukturerad bebyggelse efter en rutnätsplan från 1906. Huvuddelen av bebyggelsen i Hammaren tillkom efter 1940. Järnvägsstationen och orten kallades ursprungligen Roma. För att undvika förväxlingar med den italienska staden bytte dock poststationen och orten namn till Roma kloster, trots att klostret inte låg i orten.
I Roma uppfördes under första världskriget ett av nio spannmålslagerhus, vilka fungerade som beredskapslager för livsmedel. Lagerhuset i Roma brann ner på 1970-talet.
Roma sockerbruk var fram till betkampanjen 1997 en av Gotlands största industrier, där en stor del av ortens invånare tidigare arbetade. 

### Järnväg

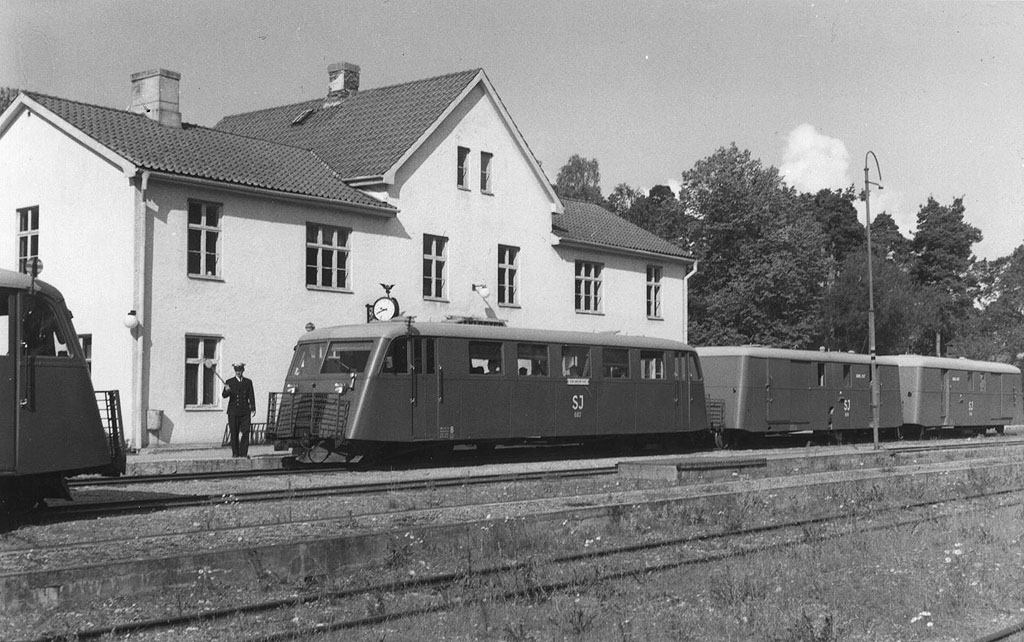
Tågmöte mellan två Hilding Carlsson-tågsätt i Roma, 1957

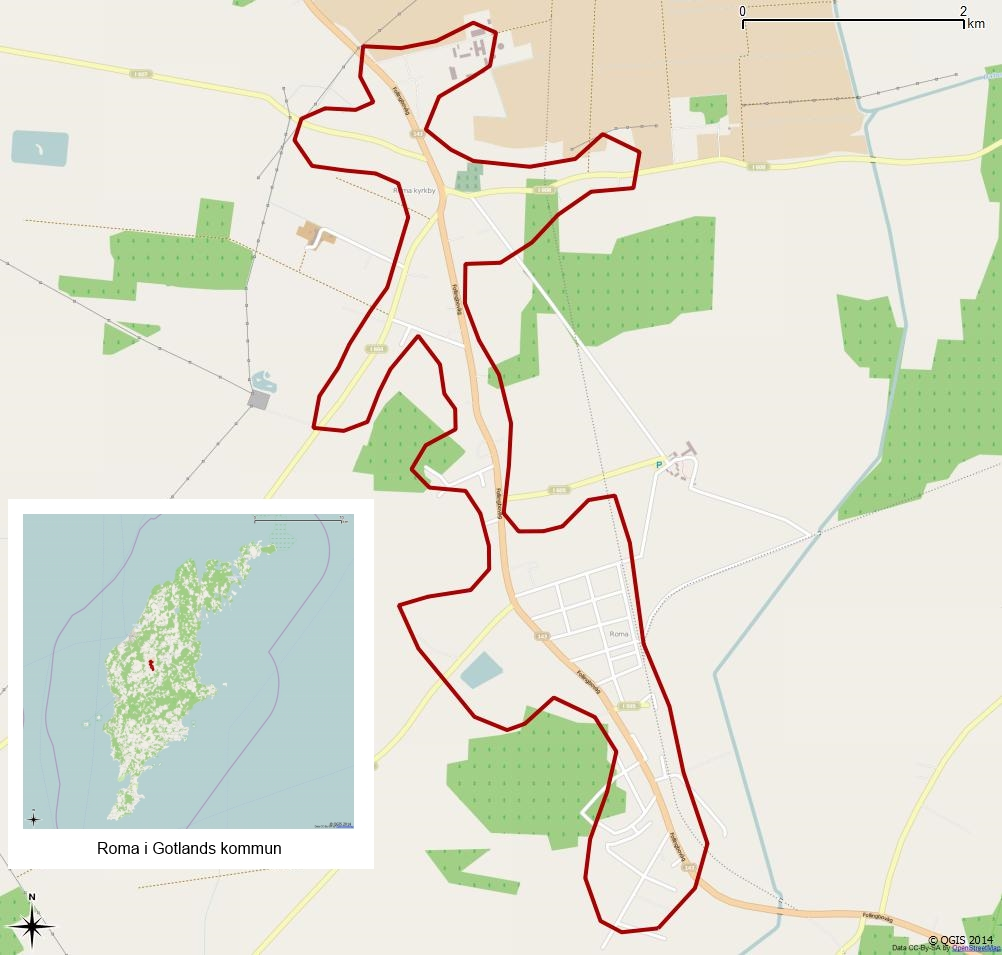
Tätorten Romas avgränsning 1990.

Roma var tidigare Gotlands största järnvägsknut där de två huvudlinjerna Lärbro–Visby–Roma–Burgsvik och Slite–Roma–Klintehamn–Hablingbo korsades. Den senare linjen lades ned 1953 och Lärbro–Burgsvik lades ned som Gotlands sista järnväg 1960. 
Strax innan spåren revs upp 1963 uppställdes ett museitågsätt vid stationen. Bevarandet av detta tågsätt kom att utgöra utgångspunkten för museijärnvägen Gotlands Hesselby Jernväg, som från 2015 även går till Roma.

### Befolkningsutveckling
| Befolkningsutvecklingen i Roma (Romakloster) 1950–2020 | Befolkningsutvecklingen i Roma (Romakloster) 1950–2020 | Befolkningsutvecklingen i Roma (Romakloster) 1950–2020 | Befolkningsutvecklingen i Roma (Romakloster) 1950–2020 | Befolkningsutvecklingen i Roma (Romakloster) 1950–2020 |
| --- | ------------------------------------------------------ | ------------------------------------------------------ | ------------------------------------------------------ | ------------------------------------------------------ |
| |                                                        |                                                        |                                                        |                                                        |
| År |                                                        |                                                        | Folkmängd                                              | Areal (ha)                                             |
| 1950 | 1950                                                   |                                                        | 518                                                    |                                                        |
| 1960 | 1960                                                   |                                                        | 579                                                    |                                                        |
| 1965 | 1965                                                   |                                                        | 657                                                    |                                                        |
| 1970 | 1970                                                   |                                                        | 750                                                    |                                                        |
| 1975 | 1975                                                   |                                                        | 1 129                                                  |                                                        |
| 1980 | 1980                                                   |                                                        | 1 153                                                  |                                                        |
| 1990 | 1990                                                   |                                                        | 1 100                                                  | 213                                                    |
| 1995 | 1995                                                   |                                                        | 902                                                    | 123                                                    |
| 2000 | 2000                                                   |                                                        | 877                                                    | 123                                                    |
| 2005 | 2005                                                   |                                                        | 905                                                    | 124                                                    |
| 2010 | 2010                                                   |                                                        | 913                                                    | 126                                                    |
| 2015 | 2015                                                   |                                                        | 1 153                                                  | 228                                                    |
| 2020 | 2020                                                   |                                                        | 1 374                                                  | 294                                                    |
| Anm.: Romakloster och Roma kyrkby sammanväxte 1975. Uppdelade på nytt 1995; tätorterna då benämnda Romakloster respektive Roma. Sammanvuxen med Roma 2015 och med Sjonhembacke och Haugbro 2020 |                                                        |                                                        |                                                        |                                                        |

## Samhället
I Roma finns det en grundskola. 

## Idrott
Roma har även en stor idrottsförening som heter Roma IF. Den har sektioner som friidrott, varpa, ishockey, fotboll, simning och innebandy. 